# Mod de articulare
În fonetică, pronunțarea consoanelor se clasifică după modul de articulare a acestora. O consoană poate fi:
- oclusivă sau explozivă, cînd pentru pronunția ei fluxul de aer prin canalul fonator se întrerupe complet pentru ca apoi să fie eliberat cu o ușoară explozie. Exemplu: [t].

- fricativă dacă întreruperea este incompletă, dar suficientă pentru a produce o șuierătură. Exemplu: [s].

- africată, obținută printr-o combinație între primele două moduri de articulare, și anume inițial fluxul de aer este întrerupt pentru ca apoi să fie eliberat parțial printr-o șuierătură. Exemplu: [ʦ] ca în cuvântul ață. Simbolul fonetic este sugestiv pentru modul de pronunțare.

- oclusivă nazală. Exemplu: [m].

- vibrantă. Exemplu: [r].

- spirantă. Exemplu: semivocala [j] (ca la începutul cuvântului iarbă).

Modurile de articulare prezentate mai sus se limitează la consoanele produse prin împingerea aerului afară din plămîni, așa cum este cazul tuturor consoanelor din limba română. Totuși, există limbi în care unele consoane se pronunță prin alte mecanisme: mișcarea glotei în sus sau în jos (flux glotal exploziv sau imploziv), ori prin formarea unei cavități izolate între vălul palatului și limbă sau buze (clicuri).